# 김용하 (비디오 게임 개발자)
김용하(金用河, 1974년~)는 대한민국의 비디오 게임 개발자다. 《블루 아카이브》의 총괄 프로듀서를 맡고 있다.

## 경력
포항공과대학교에서 학사와 석사 학위를 취득했다. 1999년에 컴퓨터 게임 업계에서 일하기 시작했다.
2014년에 '넥슨 개발자 콘퍼런스 2014'(NDC 14)에서 서브컬처 게임이 갖추어야 할 요소와 진로를 체계적으로 정리한 '모에론'을 발표했다. 이것은, 플레이어가 캐릭터에 호감을 가지는 이유와, 캐릭터에 매력을 느끼는 포인트 등을 제시한 것이다. 이 강연은 청중으로부터 박수 갈채를 받았고, SNS에도 입소문이 퍼졌다.
《큐라레: 마법도서관》의 개발에 종사했다.
2021년 11월에 한국에서 개최된 지스타 2021에서 연설을 했다.

## 작품
- 킹덤 언더 파이어(판타그램) - 프로그래머
- 샤이닝 로어(판타그램) - 프로그래머
- 마비노기(넥슨) - 테크니컬 디렉터
- 마비노기 360 - 프로그래머
- 마비노기 영웅전(넥슨) - 프로그래머
- 큐라레: 마법도서관(스마일게이트) - 프로듀서
- FOCUS on YOU(스마일게이트) - 프로듀서
- 블루 아카이브(넷게임즈) - 총괄 프로듀서